# Taiwanhuiguan van Peking
Taiwanhuiguan van Peking is een geboortestreekvereniging in Peking voor mensen die hun jiaxiang in de Chinese regio Taiwan hebben. De vereniging en het verenigingsgebouw bestaan sinds 1896. Tijdens de Chinese Republiek werd het gebouw verhuurd voor commerciële doeleinden. In 1949 werd het een woning. Sinds 1993 doet het gebouw weer dienst als verenigingsgebouw van de Taiwanezen. In 1996 werd het 100-jarige jubileum van de vereniging grondig gevierd.